# Marceli Gosławski
Marceli Gosławski von Księżomierz (ur. 16 stycznia 1862 w Brodach, zm. 25 stycznia 1934 w Krakowie) – generał Cesarskiej i Królewskiej armii, generał brygady Wojska Polskiego.

## Życiorys
Pochodził z urzędniczej rodziny (ojciec był celnikiem). Absolwent realnego gimnazjum w Brodach i Korpusu kadetów we Lwowie. W armii austriackiej od 1879 roku. Początkowo służy w 30 batalionie jegrów. Zajmuje m.in. stanowiska komendanta strzelnicy batalionu i zbrojmistrza jednostki. W 1907 roku przeniesiony do 56 Pułku Piechoty Graf Daun. Brał udział w I wojnie światowej jako dowódca batalionu i pułku, następnie pełnił służbę tyłową, m.in. był inspektorem zakładów wojskowych w Wiedniu. W 1914 roku otrzymał Order Żelaznej Korony III klasy z wojenną dedykacją, rok później Order Franciszka Józefa z wojenną dekoracją. Nobilitowany 5 kwietnia 1917 roku z predykatem von Księżomierz, za zasługi w bitwie pod Księżomierzem w 1914 roku. Chory na serce po długiej rekonwalescencji trafił do służby na tyłach, inspekcjonując produkcję zbrojeniową.
Od 21 sierpnia 1919 był oficerem w Inspektoracie Piechoty Dowództwa Okręgu Generalnego Kraków. Od 7 kwietnia 1920 pełnił służbę na stanowisku zastępcy dowódcy Okręgu Generalnego Łódź. W marcu 1921 został przeniesiony w stan spoczynku. Zamieszkał w Krakowie, gdzie zmarł. Został pochowany na Cmentarzu wojskowym przy ul. Prandoty w Krakowie.

## Awanse
- podporucznik - 1883,
- porucznik - 1888,
- kapitan - 1894,
- major - 1907,
- podpułkownik - 1911,
- pułkownik - 1914,
- generał - 1917.

## Odznaczenia[3]
- Kawaler Orderu Korony Żelaznej III klasy z dekoracją wojenną i mieczami
- Krzyż Zasługi Wojskowej III klasy
- Brązowy Medal Zasługi Wojskowej na wstędze Krzyża Wojskowego
- Brązowy Medal Zasługi Wojskowej na czerwonej wstędze
- Odznaka za Służbę Wojskową II klasy
- Medal Jubileuszowy Pamiątkowy dla Sił Zbrojnych i Żandarmerii
- Krzyż Jubileuszowy Wojskowy
- Krzyż Pamiątkowy Mobilizacji 1912–1913